# حقيبة القاهرة (فلم)
فيلم حقيبة القاهرة (بالإنجليزية: Trunk to Cairo) ، هي فيلم أمريكي أنتج سنة 1966 من قبل شركة الأمريكية الدولية للتصوير، وصورت في إسرائيل.

## قصة مختصرة
تظهر في الفيلم «أودي مورفي» في دور مايك ميريك العميل المخابرات الأمريكية يبحث عن البريسفور الألماني النازي المختبئ في القاهرة ، وهو يقوم بصناعة إحدى القنابل الخطرة .

## الممثلون
- أودي مورفي في دور مايك ميريك.
- جورج ساندرز في دور البرفسور الألماني شايلبين.
- ماريان كوخ في دور هيلغا شايلبين.
- هانز فون بورسدي في دور هانز كلوغ.
- غيلا المغور في دور ياسمين.
- أيتان بريفر في دور جميل.
- بومبا زور في دور علي .

## وصلات خارجية
- مقالات تستعمل روابط فنية بلا صلة مع ويكي بيانات